# Santo Antão (Santa Maria)
Santo Antão (Pronunciación portuguesa: [s'ätu 'ät'äw], "Santo Antão") es un barrio del distrito de Santo Antão, en el municipio de Santa Maria, en el estado brasileño de Río Grande del Sur. Está situado en el norte de Santa Maria.

## Villas
El barrio contiene las siguientes villas: Água Negra, Campestre do Divino, Caturrita, Rondinha, Santo Antão, Vila Santo Antão.

## Galería de fotos
| Noroeste: São Martinho da Serra Boca do Monte | Norte: São Martinho da Serra / Itaara | Nordeste: Itaara                                                 |
| Oeste: Boca do Monte                          |                                       | Este: Campestre do Menino Deus Nossa Senhora do Perpétuo Socorro |
| Suroeste: Boca do Monte Agroindustrial        | Sur: Agroindustrial/ Caturrita        | Sureste: Caturrita / Chácara das Flores                          |